# زبان نیایونانی

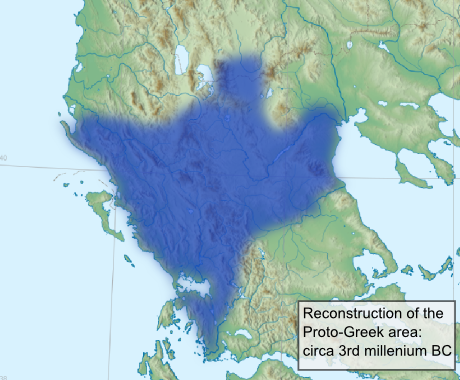
نقشه مناطق دارای سخنور به زبان نیا-یونانی

زبان نیا-یونانی یا نیا-هِلِنی (به یونانی: Πρωτοελληνική γλώσσα) یک زبان هندواروپایی است. فرض بر این است که این زبان آخرین نیای مشترک همه گونه‌های شناخته‌شده زبان یونانی از جمله یونانی میسنی، یونانی کوینه، یونانی بیزانسی و یونانی نوین است. دوره نیا-یونانی با ورود مهاجران هلنی به شبه‌جزیره یونان پایان یافت که این اتفاق مربوط به دوران نوسنگی یا عصر برنز می‌شود.